# Thời kỳ Chuyển tiếp thứ Ba của Ai Cập
Thời kỳ Chuyển tiếp thứ Ba của Ai Cập diễn ra ngay sau khi pharaon Ramesses XI qua đời, chấm dứt thời kỳ Tân vương quốc, kéo dài mãi đến khoảng năm 664 TCN thì kết thúc, mở ra thời kỳ Hậu nguyên.
Vương triều Ai Cập dần dần rơi vào thời kỳ suy thoái, kéo theo nhiều bất ổn chính trị, xảy ra song song với sự sụp đổ của Thời đại đồ đồng muộn ở các nền văn minh Cận Đông (bao gồm cả thời kỳ đen tối của Hy Lạp - Thời kỳ Homeros). Ai Cập bị xâu xé và nằm dưới quyền kiểm soát của các vương quốc ngoại bang. Về mặt chính trị thì như vậy nhưng đời sống của cư dân Ai Cập hầu như không thay đổi gì nhiều.

## Vương triều thứ 21
Ramesses XI là vua cuối cùng của Vương triều thứ 20. Triều đại của ông đã trở nên suy yếu, những tay tư tế thay nhau lũng đoạn triều chính, quyền lực của họ cực kỳ to lớn, ngôi vương giờ đây chỉ là hư vị. Các Đại tư tế của thần Amun tại Thebes mới thực sự là những người cai trị ở Thượng Ai Cập; trong khi đó ở phía bắc, Smendes đã kiểm soát toàn bộ Hạ Ai Cập, lên ngôi tại Tanis ngay sau khi Ramesses băng hà, mở đầu cho Vương triều thứ 21.
Vương triều thứ 21 trải qua 7 đời vua, tồn tại trong vòng 134 năm (từ 1077 - 943 TCN), tương ứng với thời gian mà nhà sử học Manetho gán cho vương triều này.

## Vương triều thứ 22 và 23
Thượng và Hạ Ai Cập đã được thống nhất dưới thời Vương triều thứ 22 (943 TCN - 716 TCN), được sáng lập bởi pharaon Shoshenq I vào năm 945 TCN (hoặc 943 TCN). Shoshenq I là hậu duệ của tộc người Berber cổ đại đến từ Libya. Họ đã di cư vào Ai Cập vào thời kỳ Vương triều thứ 20, được gọi là Meshwesh. Vương triều này còn được gọi là Vương triều Bubastite do các pharaon ngự tại thành phố Bubastis, nhưng hầu hết các vua Bubastite đều được chôn cất tại Tanis, thủ phủ cũ của Vương triều thứ 21.
Điều này mang lại sự ổn định cho đất nước trong hơn một thế kỷ, nhưng sau khi Osorkon II qua đời, Ai Cập lại bị chia cắt thành "hai vùng đất": Shoshenq III tiếp tục cai trị Hạ Ai Cập và duy trì Vương triều thứ 22 trong khi Takelot II, cháu nội của Osorkon II thành lập Vương triều thứ 23 (880 TCN - 750 TCN). Tại Thebes, một cuộc nội chiến kéo dài giữa Takelot II và Pedubast I thuộc Vương triều thứ 23 và chỉ được giải quyết vào năm thứ 39 của vua Osorkon III. Vương triều thứ 23 cũng bị diệt vong vào khoảng hơn 40 năm sau đó bởi sử nổi lên của những nhà cầm quyền tại vùng Heracleopolis và Hermopolis.

## Vương triều thứ 24
Kashta, vua của Vương quốc Kush, nhân cơ hội này đã mở rộng lãnh thổ của mình lên đến tận Thebes. 20 năm sau đó, con trai ông, Piye đã đem quân ra bắc giết những tiểu vương cai trị của Ai Cập.
Vương triều thứ 24 tồn tại ngắn ngủi chỉ qua 2 đời vua: Tefnakht I và Bakenranef và đã đóng đô tại Sais. Shabaka, vua thứ hai của Vương triều thứ 25, sau khi tấn công Sais đã đem Bakenranef lên giàn hảo thiêu. Vương triều thứ 24 chấm dứt từ đó.

## Vương triều thứ 25
Piye, con trai của Kashta đã khai sinh ra Vương triều thứ 25, được biết đến với tên gọi Vương triều Nubian hoặc Đế chế Kush. Các vua triều đại này đã cho khôi phục lại các đền đài tại Memphis, Karnak... và thống nhất Ai Cập như thời kỳ Tân vương quốc.
Vương triều thứ 25 kết thúc khi người Assyria tấn công Ai Cập. Những người kế vị của tiếp theo đã rút về quê hương, thành lập mọt vương quốc tại Napata và Meroe. Vương quốc Kush vẫn còn phát triển cực thịnh tới tận thế kỷ thứ 2 TCN.

## Kết thúc thời kỳ
Năm 656 TCN, Psamtik I chiếm Thebes và lên làm vua, lập ra Vương triều thứ 26. Một lần nữa Ai Cập được yên ổn trở lại, gọi là Thời kỳ Saite. Thật không may rằng, một thế lực lớn mạnh khác đang trỗi dậy tại Cận Đông - Đế quốc Ba Tư. Vua cuối cùng Psamtik III chỉ trị vì 6 tháng trước khi ông phải đối mặt với Ba Tư. Psamtik III đã bị đánh bại và nhanh chóng trốn thoát đến Memphis, sau đó bị xử tử tại Susa, thủ phủ của vua Ba Tư Cambyses II.